# Oncometopia venata
Oncometopia venata är en insektsart som beskrevs av Schröder 1959. Oncometopia venata ingår i släktet Oncometopia och familjen dvärgstritar. Inga underarter finns listade i Catalogue of Life.